# 阻塞 (計算)
在计算中，进程是指正在执行的计算机程序的一个实例。一个进程总是以一种进程状态存在。被阻塞的进程是指等待某个事件的进程，例如該進程正在等待計算機釋放资源或等待I/O操作完成。